# Blassgelber Wasserschlauch
Der Blassgelbe Wasserschlauch (Utricularia ochroleuca), auch Ockergelbe Wasserschlauch genannt, ist eine Pflanzenart aus der Gattung der Wasserschläuche (Utricularia) innerhalb der Familie der Wasserschlauchgewächse (Lentibulariaceae). Sie ist eine Fleischfressende Pflanze, die als wurzelnde oder freiflutende, untergetauchte Wasserpflanze gedeiht.

## Beschreibung

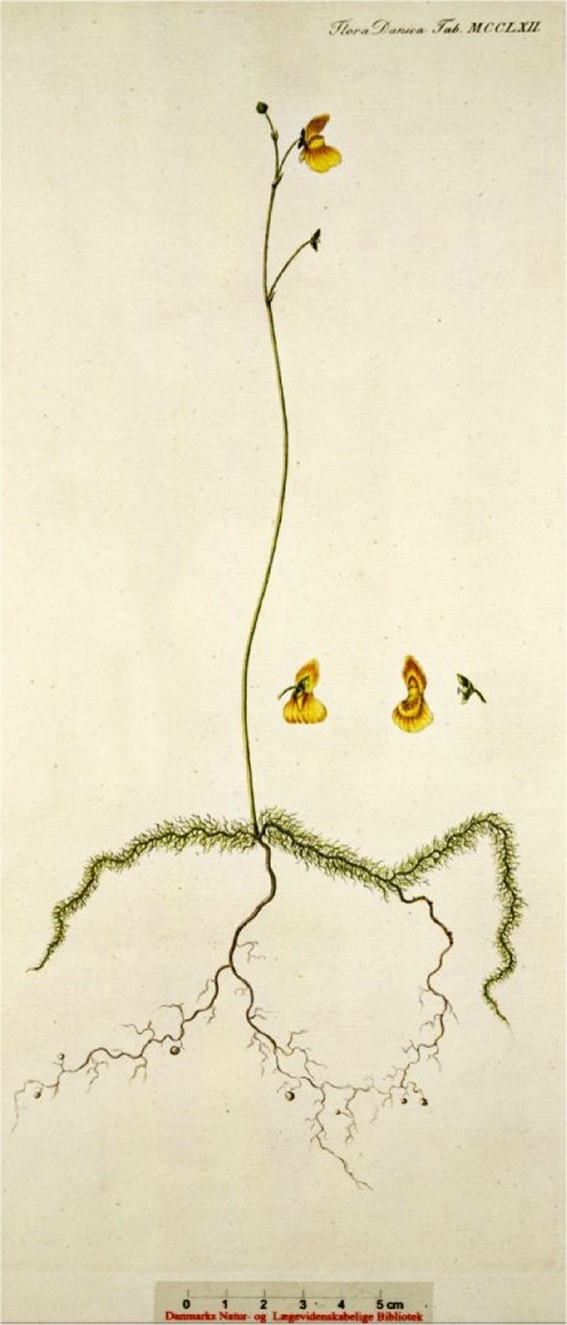
Illustration

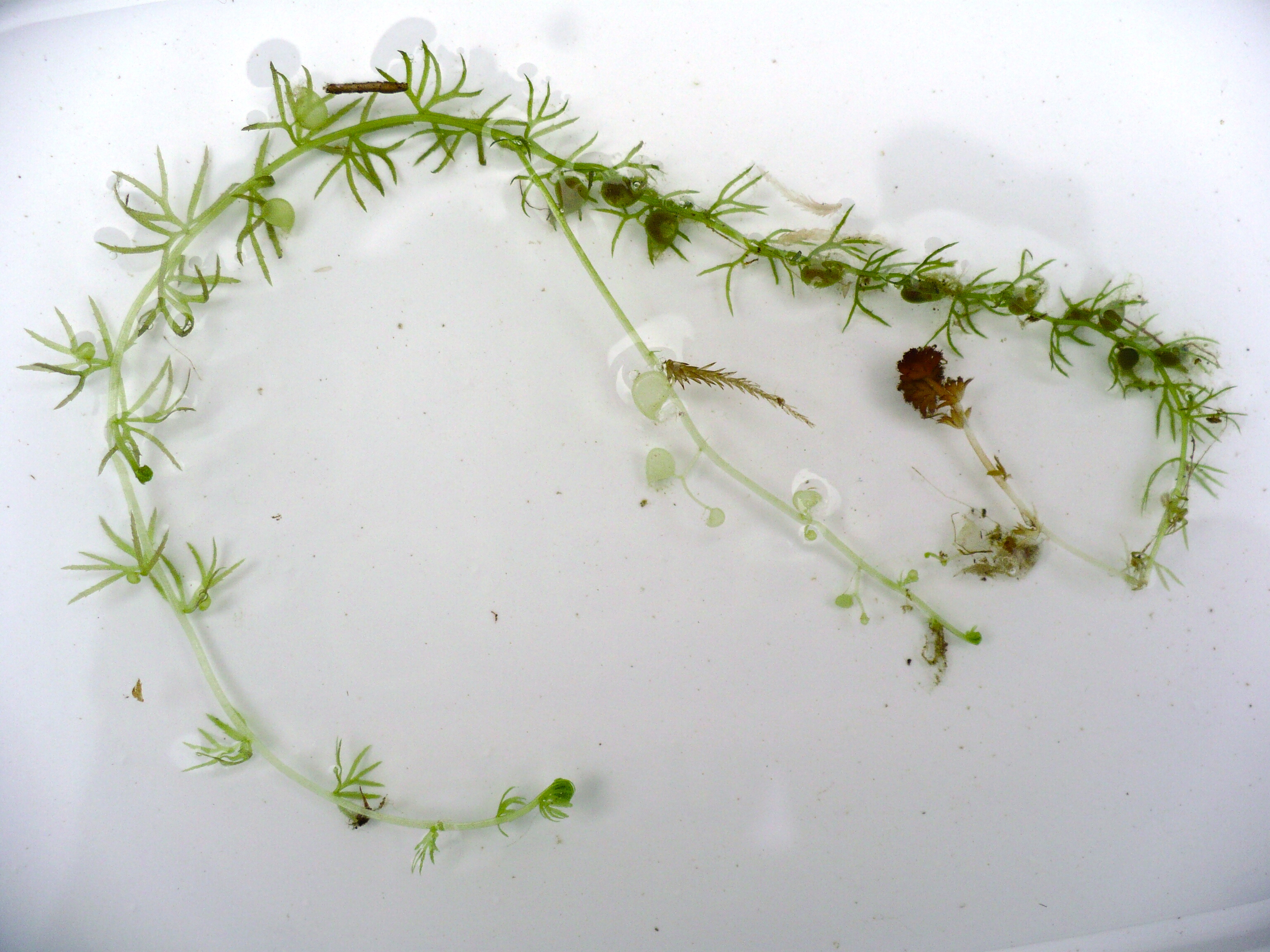
Habitus

### Vegetative Merkmale
Der Blassgelbe Wasserschlauch ist eine sommergrüne, wurzellose, ausdauernde krautige Pflanze, die Wuchshöhen von 10 bis 15 Zentimeter erreicht. Es gibt zwei Typen von Stängeln: freiflutende, beblätterte und im Schlamm wurzelnde, unbeblätterte. Die Fangblase befinden sich hauptsächlich an den wurzelnden Stängeln.
Die Laubblätter sind 5 bis 15 Millimeter lang, schon an ihrer Basis dreiteilig und im oberen Bereich unterschiedlich fiederteilig. Die flachen, mehr oder weniger linealischen Endzipfel der Wasserblätter weisen ein spitzes oberes Ende und am Rand je null bis drei, selten bis zu fünf Wimperzähnchen auf.

### Generative Merkmale
Die Blütezeit liegt zwischen Juli und August. Auf einem Blütenstandsschaft, der eine Länge von bis zu 15 Zentimetern und einen Durchmesser von weniger als 1 Millimeter aufweist, befinden sich in einem traubigen Blütenstand nur zwei bis fünf Blüten.
Die zwittrige Blüte ist zygomorph und fünfzählig mit doppelter Blütenhülle. Die hell-gelbe Krone ist 10 bis 15 Millimeter lang und ist zweilippig. Die Unterlippe ist etwa doppelt so lang wie die Oberlippe und auch doppelt so lang wie der Sporn. Die Unterlippe ist bei einer Länge von 7 bis 9 Millimetern sowie einer Breite von 10 bis 13 Millimeter flach ausgebreitet und die seitlichen Ränder sind meist leicht nach unten gebogen. Der Sporn ist bei einer Länge von 4 bis 5 Millimetern konisch.
Die Chromosomenzahl beträgt 2n = 44.

## Vorkommen
Das weite Verbreitungsgebiet von Utricularia ochroleuca reicht auf der Nordhalbkugel von Nord- bis Mitteleuropa und von Iran bis Afghanistan und von Korea über Japan bis Russlands fernem Osten und von Grönland über das subarktische Nordamerika über Kanada bis zu den nördlichen und westlichen Vereinigten Staaten. Es gibt Fundortangaben für Deutschland, Belgien, Frankreich, Polen, das Vereinigte Königreich, Irland, die ehemalige Tschechoslowakei, Dänemark, Finnland, Norwegen, Schweden, Iran, Afghanistan, Korea, Japan, Kamtschatka, Grönland, Alaska, British Columbia, Labrador, Magadan, Manitoba, Northwest Territories, Nova Scotia, Nunavut, Ontario, Québec, Washington, Oregon, Kalifornien, Colorado, Michigan, Minnesota, Montana, Ohio, New York, Idaho, Illinois, sowie Wyoming. In den Niederlanden ist Utricularia ochroleuca ausgestorben.
Der Blassgelbe Wasserschlauch ist kalkmeidend und wächst in Deutschland in oligo- bis mesotrophen Gewässern wie Tümpeln und Schlenken, vor allem in Hochmooren. Er ist in Mitteleuropa eine Charakterart des Sphagno-Utricularietum ochroleucae aus dem Verband Sphagno-Utricularion. Er kommt gern in Rhynchosporion-Schlenken zusammen mit Sphagnum cuspidatum vor. Er kommt in Wassertiefen von 20 bis 300 Zentimetern und mehr vor.
Der Blassgelbe Wasserschlauch kommt in Deutschland selten im südwestlichen Bayern, südöstlichen Baden-Württemberg (Neukirch), südlichen Rheinland-Pfalz, Nordrhein-Westfalen, nordöstlichen Sachsen und Brandenburg vor. In Niedersachsen und Schleswig-Holstein gilt er als ausgestorben.

## Taxonomie
Die Erstbeschreibung von Utricularia ochroleuca erfolgte 1857 durch Robert Wilhelm Hartman in Botaniska Notiser 1857, Seite 30. Synonyme für Utricularia ochroleuca R.W.Hartm. sind: Utricularia brevicornis Čelak., Utricularia dubia E.H.L.Krause, Utricularia litoralis Melander, Utricularia occidentalis A.Gray